# Kim Gandy

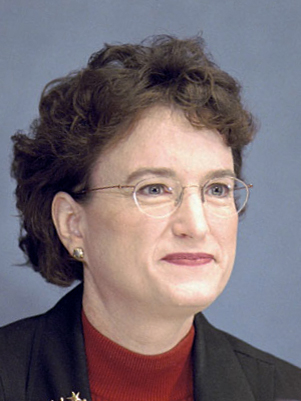
Kim Gandy (Jim Wallace, 2001)

Kim Gandy (Bossier City (Louisiana), 25 januari 1954) is een Amerikaans feministe en de voorzitter van de National Organization for Women (NOW).
Kim Gandy studeerde af aan de Louisiana Tech University in Ruston, met een bachelor of science graad in de wiskunde.
Aan het werk bij AT&T, werd Gandy boos omdat het bedrijf de toestemming van haar man vroeg voor secundaire arbeidsvoorwaarden. Ze werd lid van de Louisiana NOW in 1973 en besteedde haar tijd de volgende jaren aan een campagne die tot omverwerping van de "Head and Master"-wet van de staat leidde, een wet die haar echtgenoot eenzijdige macht gaf over alle eigendom in de gemeenschap van goederen van een echtpaar. Ze scheidde, nam haar geboortenaam weer aan, en geïnspireerd door haar actieve rol bij Louisiana NOW, ging ze rechten studeren aan de Loyola University New Orleans waar ze lid werd van de Loyola Law Review en het National Moot Court Team. Ze studeerde af in 1978.
Gandy was voorzitter van Louisiana NOW, van 1979 tot 1981, nationaal-secretaris van 1987 tot 1991, en uitvoerend vicevoorzitter van 1991 tot 2001. Ze werd verkozen tot nationale-voorzitter van Louisiana NOW in 2001 en herkozen voor een tweede termijn in 2005.
In 2008 kwam Gandy naar voren als steunbetuiger van presidentskandidate Hillary Clinton. Ze bekritiseerde MSNBC presentator Chris Matthews, zelf een lid van de Democratische Partij, vanwege zijn opmerkingen die hij maakte over de steun die Clinton ontving vanuit "sympathie" voor haar man, voormalig president van de Verenigde Staten Bill Clinton. Gandy beschuldigde Matthews van een herhaaldelijke seksistische houding tegenover vrouwelijke politici. "Ik was niet uit op een excuus. Ik keek naar een verandering in gedrag, zodat hij vrouwelijke politici hetzelfde zou behandelen als mannelijke politici."